# Distretto di Waza Khwa
Il distretto di Waza Khwa è un distretto dell'Afghanistan appartenente alla provincia della Paktika.